# 大垭寨之战
大垭寨之战，南宋嘉熙三年（元太宗十一年，1239年），蒙古帝国西路军企图出三峡入两湖，在归州（今湖北省秭归县）大垭寨（今秭归县西）被宋朝军队击败。
1239年秋，蒙古西路军是都元帅达海绀卜和禿雪率领八十万大军，再次攻蜀。八月，达海绀卜攻克成都府（今四川省成都市），分兵掠夺汉州（今四川省广汉市）、邛州（今四川省邛崃市）、简州（今四川省简阳市西北）、眉州（今四川省眉山市）。大元帅按竺迩沿嘉陵江南下，直取重庆府（今重庆市）；巩昌便宜总帅汪世显跨越渠江东下，经过达州（今四川省达州市）、开州（今重庆市开州区），进抵万州（今重庆市万州区东）。
南宋守军退到长江南岸防守，汪世显布船在北岸佯装攻击，迂回到万州之西六十里三湖滩，在夜里用皮船渡江，打败宋军。顺流抵达夔州（今重庆市奉节县），在瞿塘峡（今奉节县东）与宋军作战，获得千余艘战船。继续东进，抵达巫山。渡过长江的蒙古軍，再派一部向南抄掠，十二月破施州（今湖北省恩施市）。京湖安抚大使夔古路策应使孟珙，推断蒙古军一定从施州、黔州（今四川省彭水县）进入两湖，派兵两千屯守峡州（今湖北省宜昌市），再派兵一千人屯归州，又增兵归州万户谷（今湖北省秭归县西），派弟弟孟璜率领精兵五千驻守松滋（今湖北省松滋市西北），派弟弟孟行璋率兵两千驻守澧州（今湖南省澧县）。
汪世显破夔州后，湖北安抚使、知峡州孟景，向弟弟孟珙告急，一面率军迎击，到大垭寨和蒙古军交战，将其击退。裨将刘义在巴东清平村拦击，又获大胜。汪世显见到宋军严密防守，收兵撤退，孟珙收复夔州。次年二月，按竺迩攻重庆不下，东向万州，宋军派水军数百艘迎战，按竺迩率军顺流而下，弓弩齐射，宋军退至夔门。蒙古军班师退出四川。